# Braunschweiger Volksfreund

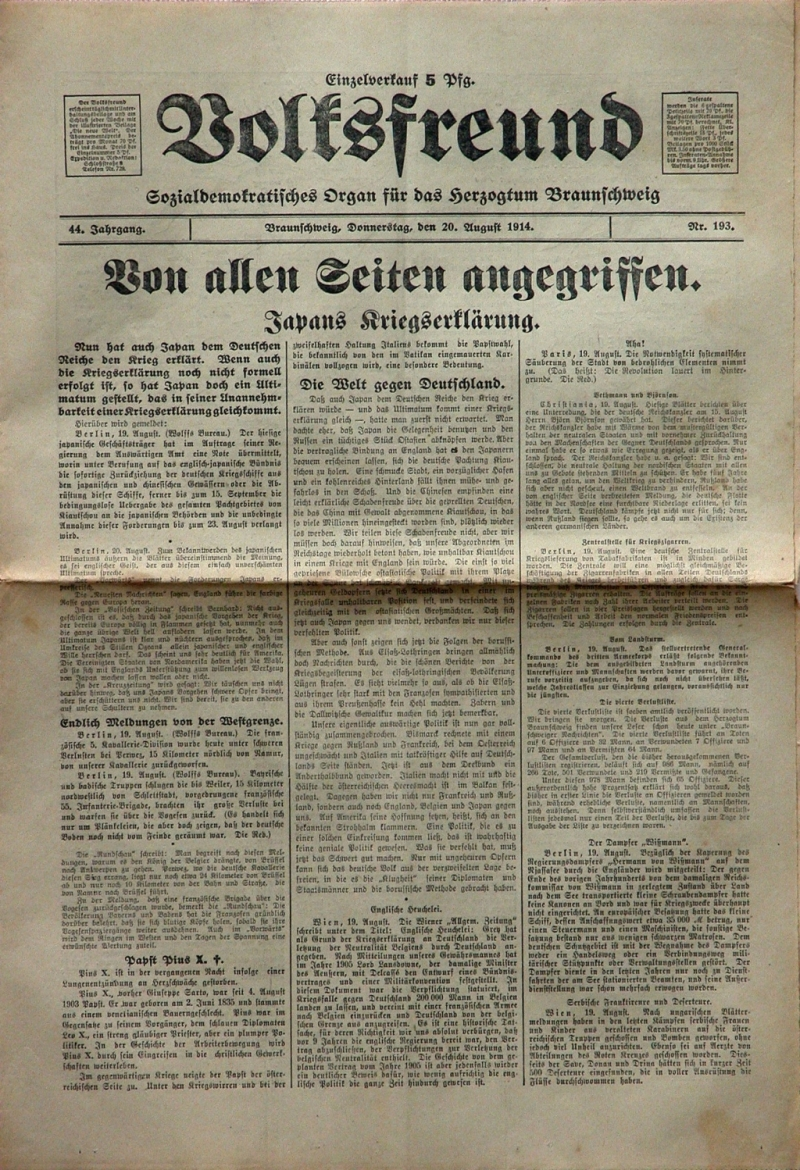
Volksfreund-Ausgabe vom 20. August 1914, drei Wochen nach Beginn des Ersten Weltkrieges

Der Braunschweiger Volksfreund wurde von Wilhelm Bracke in Braunschweig gegründet und ist eine der ältesten sozialdemokratischen Zeitungen Deutschlands. Die Erstausgabe erschien am 15. Mai 1871, die letzte am 2. März 1933. Die Zeitung richtete sich an Leser im gesamten Gebiet des Herzogtums bzw. Freistaates Braunschweig.

## Erste Jahre im Kaiserreich
Zunächst erschien die Zeitung wöchentlich, ab dem 2. Oktober 1871 täglich. Ab dem 8. September 1871 bis 1880 wurde das Blatt in Brackes Verlag gedruckt und hatte in diesem Zeitraum zwischen 600 und maximal 2700 Abonnenten.
Aufgrund des Sozialistengesetzes wurden sämtliche Zeitungen der Arbeiterschaft im Kaiserreich verboten, so auch am 28. Oktober 1878 der Braunschweiger Volksfreund. Aber schon fünf Tage später, am 2. November 1878, erschien das Blatt wieder – allerdings diesmal unter dem Decknamen Braunschweigisches Unterhaltungsblatt. Damit war es das einzige „sozialdemokratische Organ in Deutschland, [das] während der ganzen zwölf Jahre des Sozialistengesetzes erscheinen konnte“. Unter dem „Tarn-Titel“ erschien die Zeitung bis zum 27. November 1890. Ab dem 30. November trug sie wieder ihren ursprünglichen Namen, den sie bis zum 30. Dezember 1906 beibehielt. 1898 ging der Braunschweiger Volksfreund in das Eigentum der SPD über. Die Abonnentenzahl war bis 1906 auf 7442 gestiegen. 1907 wurde die Zeitung in Volksfreund umbenannt und von nun an in der parteieigenen Druckerei produziert. Bis zum Beginn des Ersten Weltkrieges stieg die Auflage auf 16.000 Exemplare an.

## Ende des Kaiserreiches und Weimarer Republik

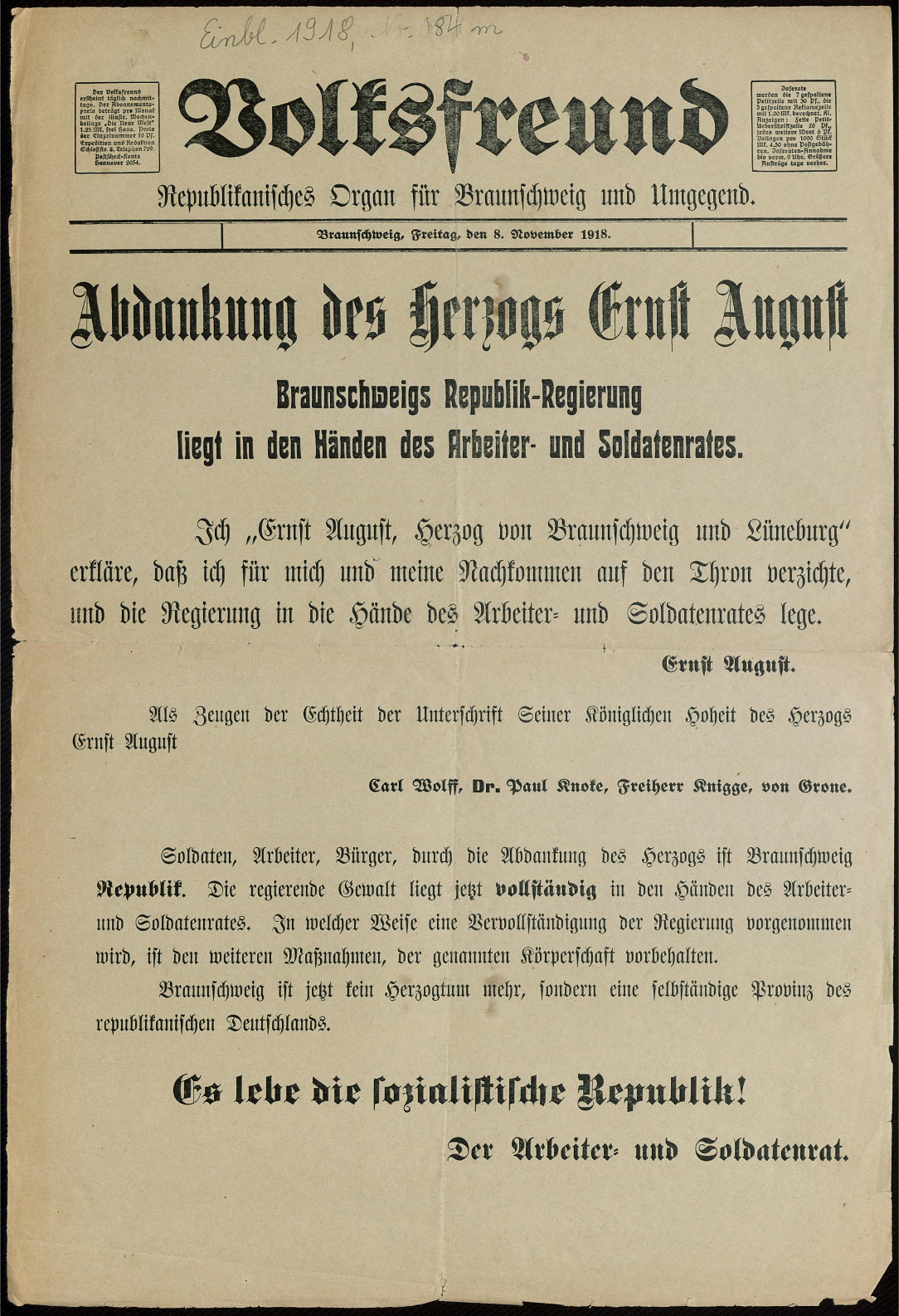
Novemberrevolution in Braunschweig: Titelseite des Volksfreundes vom 8. November 1918.

1914 wurde das Volksfreund-Haus, das neu erbaute Partei-, Gewerkschafts-, Verlags-, Druckerei- und Redaktionsgebäude an der Ecke Schloßstraße 8/Ölschlägern 29, an der Südwestseite des Ackerhofes gelegen, bezogen. Schon bald erhielt das Gebäude den Namen „Rotes Schloss“, da es sich nur ca. 100 m vom Braunschweiger Schloss entfernt befindet.
Der Volksfreund zählte während des Ersten Weltkrieges zu den wenigen sozialdemokratischen Zeitungen, in denen auch noch nach Kriegsbeginn Gegner des Krieges und der Burgfriedenspolitik der SPD-Parteiführung zu Wort kamen. Tatsächlich wurde die Position des Volksfreundes mit zunehmender Kriegsdauer radikaler, was darauf zurückzuführen war, dass sich in seiner Redaktion unter der zeitweiligen Leitung von August Thalheimer der linke Flügel der SPD gesammelt hatte. Ab ca. 1915 wurden die Positionen Hugo Haases und Karl Kautskys vertreten, auch die noch radikaleren Kriegsgegner Rosa Luxemburg und Karl Liebknecht hatten ihre Anhänger in der Redaktion. Die Braunschweiger SPD wurde zur Opposition innerhalb der SPD im ganzen Kaiserreich.
Als sich die SPD 1917 in USPD und MSPD spaltete, kam es in Braunschweig – ganz im Gegensatz zum größten Teil des restlichen Deutschlands – zu einer erheblichen Radikalisierung der Arbeiterschaft, die sich u. a. dadurch zeigte, dass von den ehemals 3000 SPD-Mitgliedern in der Stadt nach der Spaltung nur noch etwa 100 in der gemäßigteren MSPD verblieben (unter ihnen z. B. Heinrich Jasper), die anderen aber zur radikaleren USPD wechselten. Der Volksfreund wurde in dieser Zeit von Carl Minster redigiert. Der Parteirechten gelang es, im Zuge der Spaltung im Besitz des Volksfreundes zu bleiben, was die Gräben zwischen USPD und MSPD in der Stadt weiter vertiefte, die Abonnentenzahl dramatisch zurückgehen ließ und schließlich von der USPD als der „Volksfreund-Raub“ bezeichnet wurde.
1919 wurde der Volksfreund mit der MSPD-Zeitung Der Sozialdemokrat und 1922 mit der USPD-Zeitung Die Freiheit zusammengelegt. Die beiden Zeitungen bestanden vom 2. Dezember 1918 bis zum 30. September 1919 bzw. vom 1. Januar 1919 bis zum 31. Oktober 1922 und waren aus der Spaltung der SPD hervorgegangen.

## Verbot durch die Nationalsozialisten

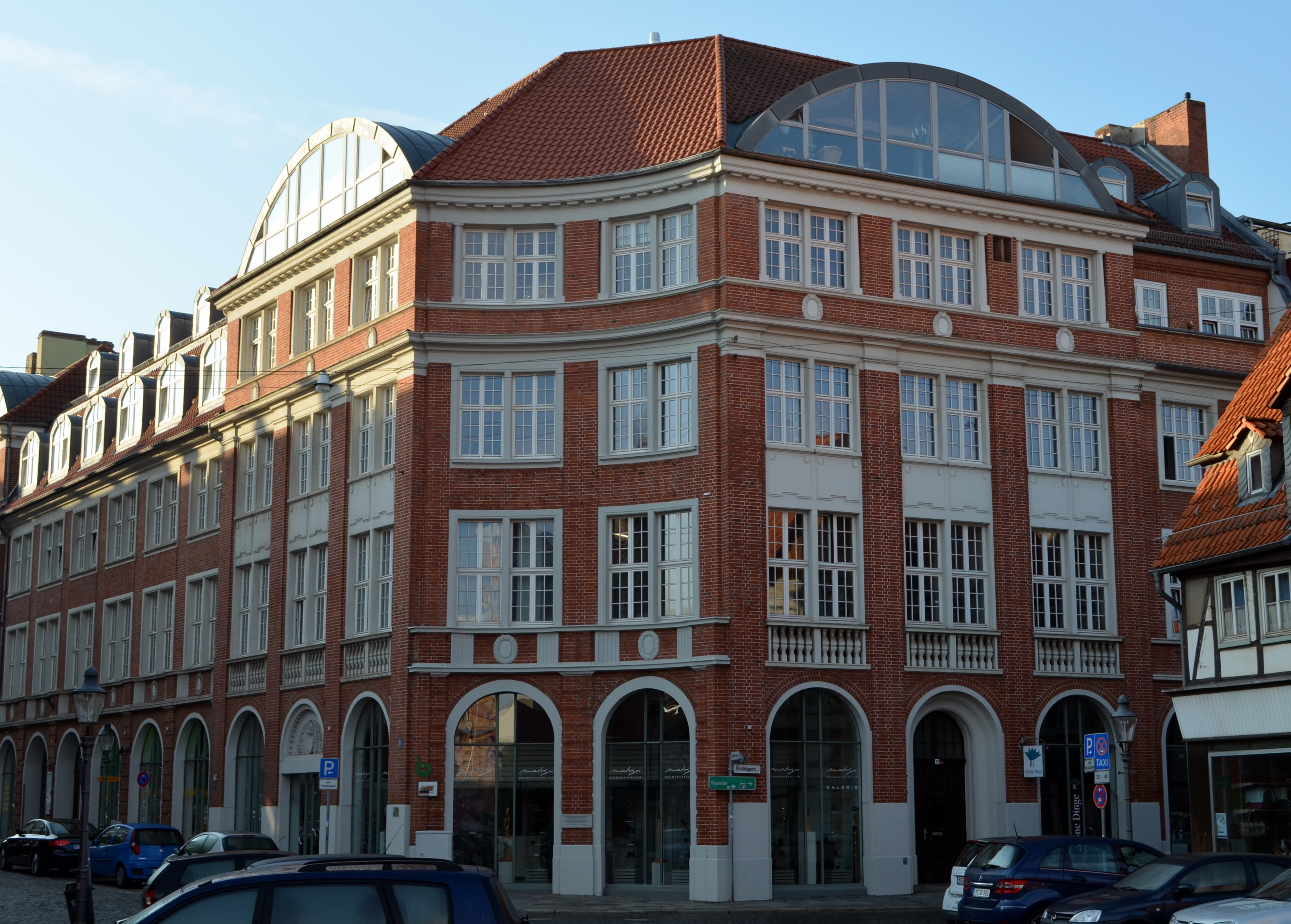
Das Volksfreund-Haus 2011

Nachdem die NSDAP 1930 im Freistaat Braunschweig an die Macht gekommen war und in einer Koalitionsregierung mit bürgerlichen Parteien regierte, wuchs allmählich der politische Druck auf den linken Volksfreund. 1931 kam es zu einem ersten Publikationsverbot für zehn Tage. Nach dem Reichstagsbrand am 27./28. Februar 1933 und der darauf folgenden Verordnung des Reichspräsidenten zum Schutz von Volk und Staat wurde der Volksfreund vom nationalsozialistischen Innenminister des Freistaates, Dietrich Klagges, am 1. März 1933 für zwei Wochen verboten. Da dieses Verbot jedoch nicht wieder aufgehoben wurde, erschien die SPD-Zeitung bis zur Befreiung 1945 nicht.
Am 9. März stürmten SS-Truppen das „Rote Schloss“, zerstörten die Inneneinrichtung und misshandelten das Volksfreund-Personal zum Teil auf das Schwerste. Eine Person wurde bei dieser Aktion, die von Friedrich Alpers geführt wurde, erschossen. Das Gebäude wurde von der SS besetzt und in den Folgemonaten als Haftlokal missbraucht, in dem unter anderen Matthias Theisen zu Tode geprügelt wurde.

## Nachkriegszeit
Nach 1945 wurde der Volksfreund vom Bezirksvorstand der SPD wieder beinahe regelmäßig monatlich herausgegeben. Zu keiner Zeit jedoch erreichte die Zeitung wieder die Bedeutung, die sie vor dem Verbot gehabt hatte. Ende der 1960er Jahre wurde das Erscheinen eingestellt. 
Seit einigen Jahren erscheint nun unter dem Titel Braunschweiger Volksfreund mehrmals im Jahr eine Informationsschrift, die an alle Haushalte Braunschweigs verteilt wird. Herausgeber ist der Unterbezirksvorstand der SPD.
Nach der Befreiung 1945 erschien anstelle des Braunschweiger Volksfreunds, nicht als SPD-Organ aber als SPD-nahe Tageszeitung, die Braunschweiger Presse bis 1967. Redaktion, Druckerei und Verlag waren im Braunschweiger Volksfreund-Haus der SPD, dem sogenannten „Roten Schloss“.

## Beilagen und Lokalausgaben

### Beilagen
- Braunschweiger Leuchtkugeln. Ein heiteres Blatt in ernster Zeit, 1872–1878
- Braunschweiger Sylvesterzeitung, 1891–1932
- Die Neue Welt. Illustriertes Unterhaltungsblatt für das Volk, 1876–1919 (wöchentlich bzw. zweiwöchentlich)
- Aus der Waffenkammer des Sozialismus. Eine Sammlung alter und neuer Propaganda-Schriften, 1902–1910 (halbjährlich)
- Nach Feierabend. Unterhaltungsbeilage, 1903–1906
- Unterhaltungsblatt, 1908–1916
- Die Gemeinde, 1920–1929
- Frauenbeilage, 1921–1922
- Siedlung und Kleingarten, 1921
- Unterhaltungsbeilage, 1921–1922
- Für unsere Frauen, 1923–1926
- In freien Stunden. Unterhaltungsblatt, 1923–1924
- Jugendland, 1923–1926
- Die Fackel. Wahlbeilage, 1924
- Sport – Spiel. Offizielles Organ des Arbeitersportkartells für Stadt und Land Braunschweig, 1924–1931
- Volk und Zeit. Illustrierte Beilage, 1924–1931
- Braunschweiger Volkskalender, 1929–1933, nach 1945 weitergeführt (jährlich)
- Freie Zeit. Wöchentliche Unterhaltungsbeilage, 1930–1933
- Arbeiter-Sport, 1932–1933[6]

### Lokalausgaben
- Tagespost, Helmstedt
- Oberweser Volkszeitung Stadtoldendorf, 1919–1933
- Harzer Echo

## Bekannte Mitarbeiter
- Wolfgang Bartels, nach 1929 Chefredakteur
- Wilhelm Blos (1849–1927)
- Wilhelm Bracke (1842–1880), Verleger und Drucker
- Otto Friedrich (1869–1955), Leitender Redakteur
- Georg Fuchs, (Chef-)Redakteur und Ehemann von Martha Fuchs
- Samuel Kokosky (1838–1899)
- August Merges (1870–1945), Anzeigenwerber, Herausgeber, Redakteur
- Sepp Oerter (1870–1928), Redakteur
- August Thalheimer (1884–1948), Redakteur
- Otto Thielemann (1891–1938)
- Richard Wagner, (Chef-)Redakteur, schrieb 1923 unter dem Pseudonym „Homo“ den autobiografischen Roman Zigeunerblut im Aktenschrank, in dem er die Novemberrevolution in Braunschweig schildert[8]
- August Wesemeier (1866–1930)